# 亚硒酸钕
亚硒酸钕是一种无机化合物，化学式为Nd2(SeO3)3，它的溶度积为(1.5±0.9)×10−32。它的热分解经Nd2SeO5，最终得到氧化钕。

## 制备
它可由弱酸性的氯化钕和亚硒酸钠在溶液中反应得到。硝酸钕和二氧化硒在230 °C与水中进行水热反应，可以得到亚硒酸钕，但反应会同时生成Nd2(SeO4)(SeO3)2(H2O)2。